# 2e régiment de Caroline du Sud
Le 2e régiment d'infanterie de Caroline du Sud était un régiment américaine durant la guerre d'indépendance américaine.